# Congal Cláiringnech
Congal Cláiringnech (le Boiteux), est selon les légendes médiévales et la tradition pseudo-historique irlandaise roi d'Ulaid et un Ard ri Erenn.

## Origine
Congal Cláiringnech est un fils de Rudraige et le frère de Bresal Bó-Díbad, un précédent « Haut Roi » été tué par Lugaid Luaigne.

## Roi d'Ulaid
Pendant que Lugaid Luaigne est Ard ri Erenn d'Irlande, Congall partage le royaume Ulster avec Fergus mac Léti, il règne sur le nord de la province pendant que Fergus gouverne la moitié sud. Les « Hommes d'Ulster » rechignent à être gouverné par deux rois et tous deux décident de se soumettre au jugement de l'Ard ri Erenn de Tara afin qu'il désigne celui qui doit gouverner seul la province.
Lugaid décide de donner le royaume à Fergus dont sa fille Findabair est tombée amoureuse. En compensation il accorde à Congal des terres et de l'or. Congal refuse cette décision et déclare la guerre . Il reçoit l'appui de plusieurs nobles d'Ulster parmi lesquels Fergus Mac Roeg et Bricriu, ainsi que l'alliance des quatre autres provinces d'Irlande et même de l'Écosse. Fergus mac Léti fait également appel à ses alliés Fachtna Fáthach d'Ulster, le propre neveu de Congal, Cet mac Mágach du Connacht et Mesgegra du Laigin, ce qui constitue pour chaque parti des forces considérables. Congal équipe une flotte et quitte l'Irlande pour Lochlann (i.e: Norvège) à la recherche de nouveaux alliés. Il épouse Beiuda, fille du roi de Lochlann, et reçoit en renfort 20 000 guerriers scandinaves avec lesquels il aborde en Irlande.
Après avoir fait la conquête de la Bretagne et recruté de nouveaux alliés il revient en Ulaid. Il apprend alors que Fergus mac Léti se trouve dans la demeure d'Eochaid Sálbuide, qu'il décide de prendre d'assaut. La maison est incendiée, mais Fergus et Eochaid s'en échappent.

## Ard ri Erenn
Congal estime alors qu'il est préférable plutôt que de ravager son propre royaume de marcher sur Tara et de revendiquer contre Lugaid Luaigne la royauté suprême.
Une terrible combat oppose les deux armées et Congal rejoint Lugaid sur le champ de Bataille et le décapite. Après cela Congal se proclame Ard ri Erenn, Fergus mac Léti vient à Tara lui proposer la paix Congal accepte sa soumission, mais il lui retire le royaume d'Ulster, pour le donner à son frère Ross Ruad.
Congal règne sur l'Irlande 15 ou 16 ans à la fin desquelles il est tué par Dui Dallta Dedad un petit-fils de Lugaid Luaigne.

## Chronologie
Le Lebor Gabála Érenn synchronise son règne avec celui Ptoléme XII Aulète (80-51 av. J.-C.) en Égypte Ptolémaïque. La chronologie de Geoffrey Keating Foras Feasa ar Éirinn date on règne de 135-120 av. J.-C. et les Annales des quatre maîtres de 184-169 av. J.-C.

## Source
- (en) Cet article est partiellement ou en totalité issu de l’article de Wikipédia en anglais intitulé « Congal Cláiringnech » (voir la liste des auteurs), édition du 3 avril 2012.